# Torymus ermolenkoi
Torymus ermolenkoi är en stekelart som beskrevs av Zerova och Seryogina 2002. Torymus ermolenkoi ingår i släktet Torymus och familjen gallglanssteklar. Inga underarter finns listade i Catalogue of Life.